# Явоже (Свентокшиське воєводство)
Явоже (пол. Jaworze) — село в Польщі, у гміні Заґнанськ Келецького повіту Свентокшиського воєводства. Населення — 356 осіб (2011).
У 1975-1998 роках село належало до Келецького воєводства.

## Демографія
Демографічна структура на день 31 березня 2011 року:
|          | Загалом | Допрацездатний вік | Працездатний вік | Постпрацездатний вік |
| -------- | ------- | ------------------ | ---------------- | -------------------- |
| Чоловіки | 175     | 29                 | 132              | 14                   |
| Жінки    | 181     | 31                 | 113              | 37                   |
| Разом    | 356     | 60                 | 245              | 51                   |